# Большая Мездрянка
Большая Мездрянка — хутор в Нижнедевицком районе Воронежской области.
Входит в состав Михнёвского сельского поселения.

## География
В селе Большая Мездрянка берёт начало река Россошка.